# Agasio de Éfeso
Agasio  o Agasias (en griego antiguo: Ἀγασίας, romanizado: Agasias, escultor de Éfeso, hijo de Dositeo. Su vida transcurre entre mediados del siglo I a. C. y principios del siglo I d. C. A veces se le denomina Agasias I para distinguirlo de Agasias II, hijo de Menófilo, que trabajó en la primera mitad del siglo I en Delos.
Se le atribuye la autoría del Gladiador borghese, estatua que se descubrió durante el mandato del Papa Paulo V. 
El Gladiador fue vendido a Napoleón  en 1807 y actualmente se conserva en el Louvre.